# Àcid làuric
L'àcid dodecanoic (també conegut pel nom no sistemàtic àcid làuric) és un àcid carboxílic de cadena lineal amb dotze àtoms de carbonis, de fórmula molecular {\displaystyle {\ce {C12H24O2}}}. En bioquímica és considerat un àcid gras i se simbolitza per C12:0.
A temperatura ambient és un sòlid pulverulent blanc amb olor de sabó.

## Presentació

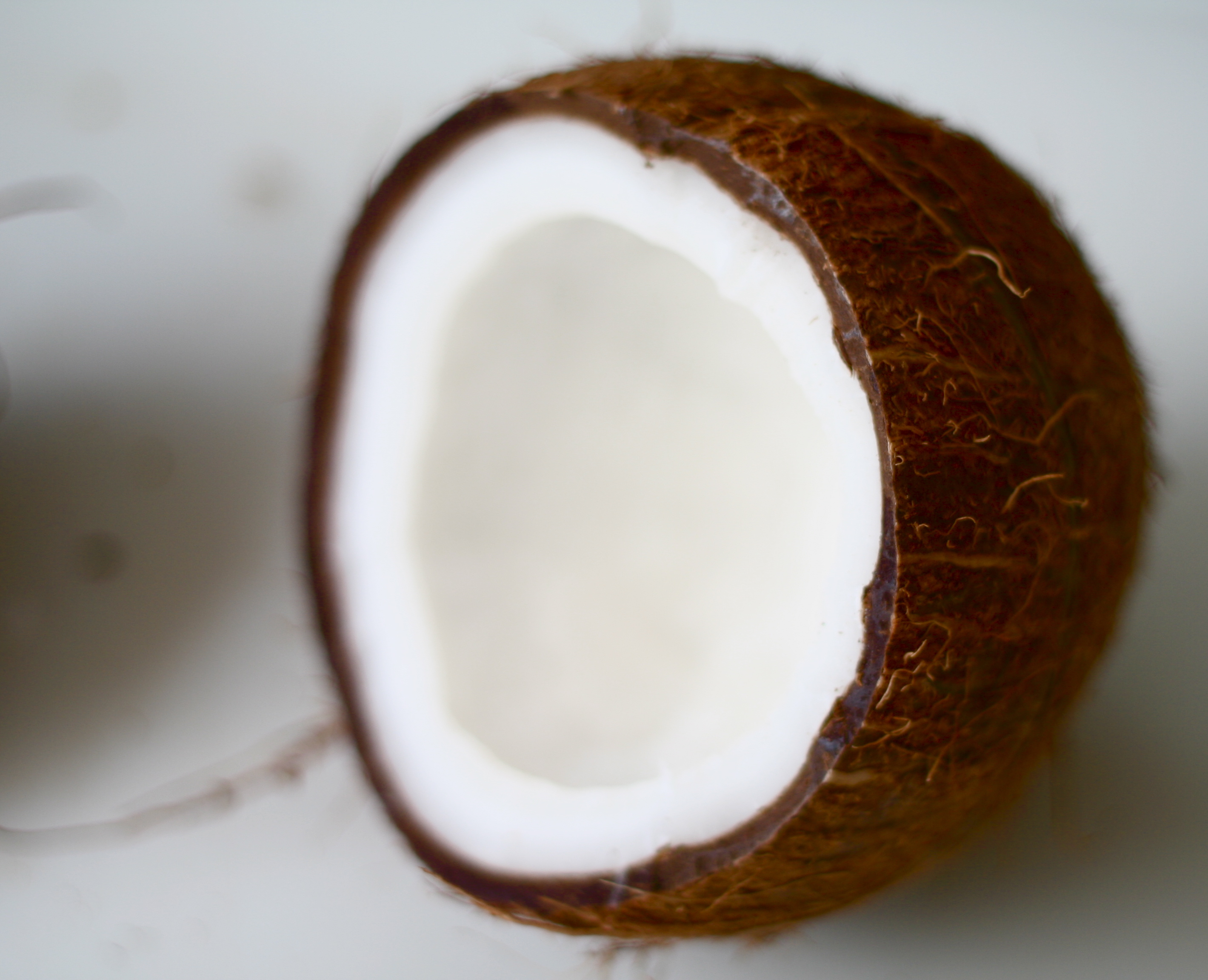
Coco

L'àcid làuric és un component dels triacilglicerols, que són cap a la meitat del contingut d'àcids grassos presents en l'oli de coco i de l'oli de llavor de palma (no s'ha de confondre amb l'oli de palma), En altres llocs és relativament poc comú. També es troba en la llet humana (6,2% del total del greix), la llet de vaca (2,9%), i la llet de cabra (3,1%).

## Propietats
Com altres àcids grassos l'àcid làuric és barat i té una vida comercial llarga a més de no ser tòxic i segur en el maneig. Es fa servir principalment en la producció de sabons i cosmètics. Per a fer-ho es neutralitza amb hidròxid de sodi per donar laurat de sodi, el qual ja és un sabó. Més sovint s'obté el laurat de sodi per saponificació de diversos olis, com l'oli de coco.

## Presència de l'àcid làuric en diversos aliments
- Palmera Orbignya phalerata Mart, o 'babassu 50% en l'oli de babassu.
- Attalea cohune, una palmera, 46,5% en l'oli de cohune.
- Astrocaryum murumuru una palmera de l'Amazones, 47,5% en la mantega de murumuru.
- Pycnanthus kombo
- Virola surinamensis 7.8–11,5%
- Palmera préssec 10,4%
- Nou d'areca 9%
- Palmera datilera 0.56–5,4% en la llavor
- Macadàmia 0.072–1,1% en la llavor
- Pruna 0.35–0,38%
- Síndria 0,33% en la llavor
- Citrullus lanatus
- Carbassa en la flor 205 ppm, en la llavor 472 ppm

### Altres usos
Al laboratori l'àcid làuric sovint es fa servir per investigar la massa molar d'una substància desconeguda via la depressió del punt de congelació La constant crioscòpica de l'àcid làuric és 3,9 K·kg/mol. Fent fondre l'àcid làuric amb la substància desconeguda i registrant la temperatura on la mescla es solidifica, es pot determinar la massa molar de la substància investigada.

### Potencial medicinal
L'àcid làuric té propietats antimicrobianes.
L'àcid làuric és l'àcid gras que més incrementa el colesterol total, però la major part de l'increment és en el "colesterol bo" (HDL) i, per tant, l'efecte d'aquest àcid és més favorable que qualsevl altre àcid gras. una relació més baixa colesterol total /colesterol HDL suggereix una disminucuó del risc d'ateroesclerosi.